# Чарекаулі
Чарекаулі (груз. ჩარექაული) — село в Грузії.
За даними перепису населення 2014 року в селі проживає 10 осіб.